# 恵安空軍基地
恵安空軍基地（けいあんくうぐんきち）は中華人民共和国福建省泉州市恵安県にある中国人民解放軍空軍（東部戦区）の基地。

## 概要
英語ではHuian Airbase (Airfield)あるいはLuocheng Airbase(Airfield)と称される。中華民国（台湾）の台北から280キロメートルの距離に存在する。

## 設備
2021年の衛星画像から、2200メートルの滑走路が拡張中であることが確認された。また、掩体壕が12棟、強化された格納庫4棟、格納庫が24棟確認されているほか、地対空ミサイルも配備されている。

## 配備されている航空機
2021年時点でJ-6の無人機改造型であるJ-6Wが多数確認されている